# Łęczna (województwo zachodniopomorskie)
Łęczna (dawniej niem. Henningswalde) – osada w Polsce położona w województwie zachodniopomorskim, w powiecie gryfickim, w gminie Płoty.
W latach 1975–1998 miejscowość administracyjnie należała do województwa szczecińskiego.
W 2002 roku osada liczyła 9 mieszkalnych budynków, w nich 21 mieszkań ogółem, z nich 18 zamieszkane stale. Z 18 mieszkań zamieszkanych 15 mieszkań wybudowany między 1918 a 1944 rokiem i 3 — między 1945 a 1970.
Od 66 osób 24 było w wieku przedprodukcyjnym, 26 — w wieku produkcyjnym mobilnym, 7 — w wieku produkcyjnym niemobilnym, 9 — w wieku poprodukcyjnym. Od 48 osób w wieku 13 lat i więcej 3 mieli — wykształcenie średnie, 17 — zasadnicze zawodowe, 24 — podstawowe ukończone i 4 — podstawowe nieukończone lub bez wykształcenia.

## Ludność[2]
W 2011 roku w miejscowości żyło 73 osób, z nich 34 mężczyzn i 39 kobiet; 20 było w wieku przedprodukcyjnym, 25 — w wieku produkcyjnym mobilnym, 18 — w wieku produkcyjnym niemobilnym, 10 — w wieku poprodukcyjnym.